# Шульц, Сольвейг фон
Сольвейг фон Шульц (фин. Solveig von Schoultz; 5 августа 1907, Порвоо, Великое княжество Финляндское, Российская империя — 3 декабря 1996, Хельсинки) — финская шведоязычная писательница, драматург и поэтесса, лирик, модернистка. Лауреат высшей государственной награды Финляндии для деятелей искусства — медалью «Pro Finlandia» (1980). Лауреат Государственных премий по литературе Финляндии (1946, 1948, 1952, 1953, 1957, 1959, 1984).

## Биография
Родилась в семье университетского преподавателя и общественного деятеля Кнута Альберта Сегерштроля и художницы Ханны Фростерус-Сегерштроле.
Окончила педагогическую семинарию в Уусикаарлепюу, с 1937 по 1973 год преподавала в частной шведской женской школе в Хельсинки.
Первым мужем Сольвейг фон Шульц был Свен Карл фон Шульц, вторым мужем с 1961 года был композитор Эрик Бергман. Фон Шульц был редактором журнала «Astra» (1935—1946), публиковавший статьи на социальную тематику; его творческий литераторский путь продолжался почти 70 лет.
Сольвейг фон Шульц умерла от тяжелой болезни в возрасте 89 лет. Похоронена на кладбище Хиетаниеме в одной могиле с емужем Эриком Бергманом.

## Творчество
Развивала социальную тематику. Автор многочисленных сборников новелл и стихов, а также пьес, в которых правдиво изображала борьбу женщин за свои права, показывала положение детей в неполных семьях.

## Избранная библиография
Проза (романы, рассказы, новеллы)
- Petra och silverapan 1932
- December 1937
- Min timme 1940
- De sju dagarna 1942 (дидактическое произведение о собственных детях)
- Den bortvända glädjen 1943
- Nalleresan 1944
- Eko av ett rop 1945
- Ingenting ovanligt 1947
- Nattlig äng 1949
- Närmare någon 1951
- Allt sker nu 1952
- Ansa och samvetet 1954
- Nätet 1956
- Den blomstertid 1958
- Terrassen 1959
- Millaskolan 1961
- Sänk ditt ljus 1963
- Även dina kameler 1965
- Klippbok 1968
- Rymdbruden 1970
- Där står du 1973
- De fyra flöjtspelarna 1975

Пьесы для театра
- Parkbank (1959)
- Strumpan X (1963)
- Javisst kära du (1967)
- Ett rum for natten (1972)